# Vignoux-sous-les-Aix
Vignoux-sous-les-Aix är en kommun i departementet Cher i regionen Centre-Val de Loire i de centrala delarna av Frankrike. Kommunen ligger  i kantonen Saint-Martin-d'Auxigny som tillhör arrondissementet Bourges. År 2022 hade Vignoux-sous-les-Aix 707 invånare.

## Befolkningsutveckling
Antalet invånare i kommunen Vignoux-sous-les-Aix
Referens:INSEE